# Zaza Pachulia
Zaur Pachulia, detto Zaza (in georgiano ზაურ “ზაზა„ ფაჩულია?; Tbilisi, 10 febbraio 1984), è un ex cestista e dirigente sportivo georgiano con cittadinanza turca, di ruolo centro.

## Biografia
Il suo nome di nascita è Zaur, che ha legalmente modificato in Zaza.
È sposato e ha 2 figli (Davit e Saba) e 1 figlia (Mariam).
Nel 2017, a seguito della vittoria del primo anello, ha ricevuto l'Ordine d'Onore da Giorgi Margvelashvili, presidente della Repubblica della Georgia, per meriti sportivi.

## Caratteristiche tecniche
Centro bravo nella metacampo difensiva, è un ottimo rimbalzista (in particolare nella metacampo offensiva). È un giocatore molto duro, visto che spesso ha commesso falli duri sugli avversari che gli sono valsi la reputazione di dirty player.

## Carriera

### Primi anni
Il giovane Pachulia mostrò subito il proprio talento quando ancora giocava in Georgia. Nel 2001 prese parte ad un provino, venendo quindi messo sotto contratto dai turchi dell'Ülkerspor. Divenne anche membro della Nazionale georgiana, conducendola a diverse vittorie contro squadre dell'Europa orientale, tra cui la Bielorussia e la Bulgaria.

### NBA

#### Orlando Magic (2003-2004)
Dopo essersi messo in luce con l'Ülkerspor, si dichiarò eleggibile per il Draft NBA: venne selezionato dagli Orlando Magic nel Draft NBA 2003 come 13ª scelta del secondo giro.

#### Milwaukee Bucks (2004-2005)
Dopo un anno il georgiano, pur sotto contratto con i Charlotte Bobcats, si trasferì ai Milwaukee Bucks, con i quali giocò la stagione 2004-05. In quell'anno il centro di Tibilisi, partendo dalla panchina (solo in 4 partite sulle 74 giocate parti nel quintetto iniziale), tenne una media di 6,2 punti e 5,1 rimbalzi a gara.

#### Atlanta Hawks (2005-2013)
Nell'estate 2005 divenne free agent e l'11 agosto siglò un contratto con gli Atlanta Hawks.
Divenne quasi subito il centro titolare degli Hawks, totalizzando una media di 11,7 punti e 7,9 rimbalzi a partita nella stagione 2005-06. Nella stagione 2006-07, Pachulia, inizialmente titolare, ha dovuto però accontentarsi per gran parte dell'anno di un posto in panchina. La situazione è rimasta la stessa anche nelle stagioni successive, dopo l'arrivo agli Hawks di Al Horford, stabilmente centro titolare, che si affermerà come uno dei migliori centri nella lega.
Il 13 giugno 2009 rinnovò con la franchigia di Atlanta per 4 anni a circa 19 milioni di dollari più incentivi. Nella stagione 2011-12, dopo una breve parentesi al Galatasaray durante il lockout della NBA, grazie all'infortunio di Horford (occorso nel gennaio 2012, dopo 11 gare) Pachulia diventò il centro titolare degli Hawks per il resto della stagione, ma saltò le 6 gare di play-off (con gli Hawks eliminati dai Boston Celtics) a causa di un infortunio patito ad aprile.

#### Ritorno a Milwaukee (2013-2015)
Il 17 luglio 2013, dopo otto stagioni ad Atlanta, torna a vestire la maglia dei Milwaukee Bucks. Il 20 marzo 2015 ha eguagliato un record NBA detenuto da Dennis Rodman e Charles Oakley, conseguendo 18 rimbalzi offensivi nella sconfitta esterna contro i Brooklyn Nets.

#### Dallas Mavericks (2015-2016)
Il 9 luglio 2015 i Bucks lo cedono ai Dallas Mavericks in cambio di una futura seconda scelta. Grazie ai voti dei suoi connazionali è andato vicino a partecipare all'All-Star Game. Con la franchigia texana Pachulia gioca 76 partite, di cui 69 da titolare, in cui tiene la media rimbalzi migliore della sua carriera (9,4 rimbalzi a partita). Tuttavia ai playoffs i Mavericks vennero eliminati dagli Oklahoma City Thunder in 5 gare, e in questa serie Zaza deluse.

#### Golden State Warriors (2016-2018)

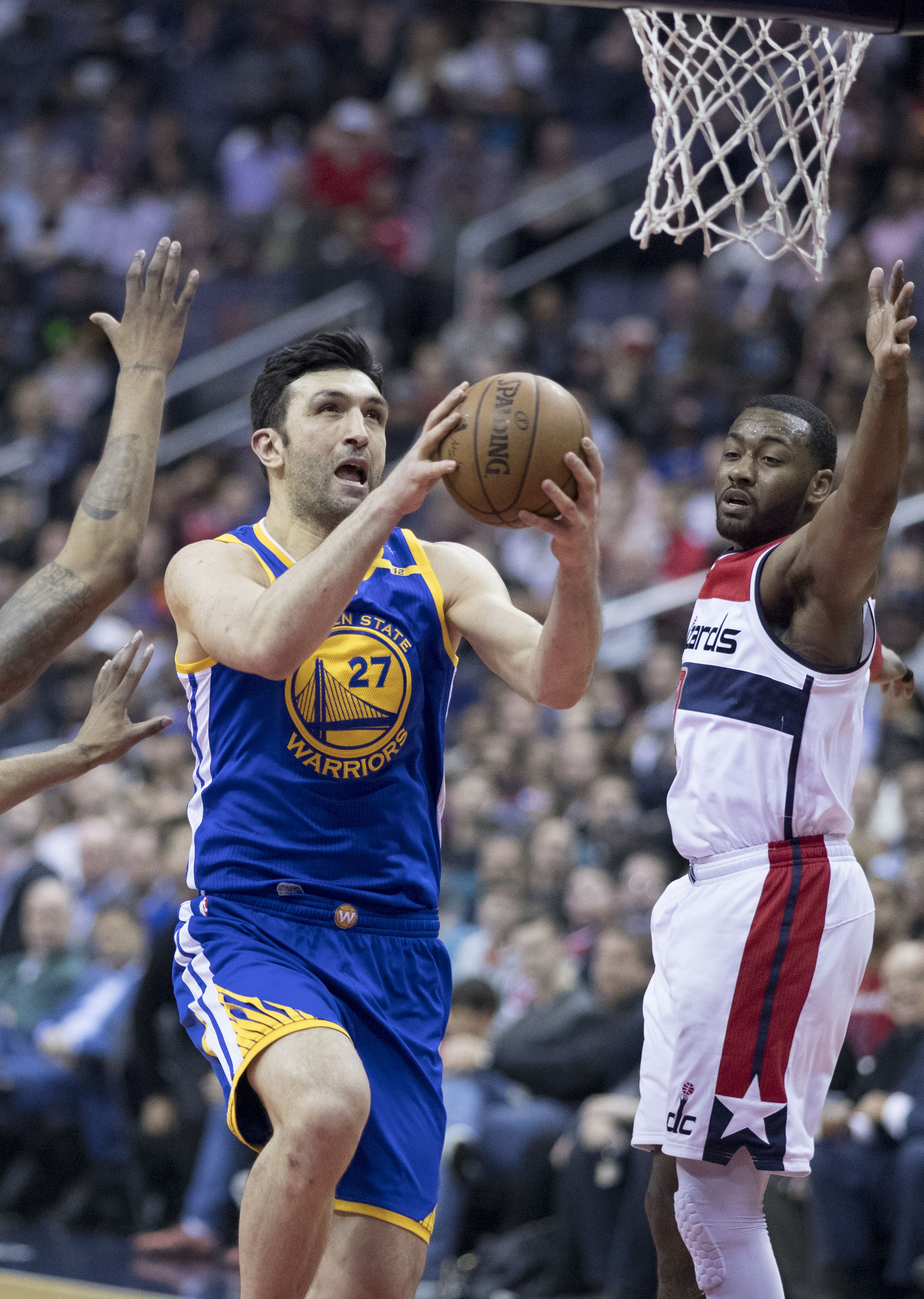
Pachulia (a sinistra) in azione con la canotta gialloblù dei Golden State Warriors contro John Wall degli Washington Wizards

Il 12 luglio 2016 venne acquistato da free agent dai Golden State Warriors per rimpiazzare il partente Andrew Bogut (che è andato a sua volta a rimpiazzare Pachulia diventando il centro titolare dei Dallas Mavericks), firmando un contratto annuale a 2,9 milioni di dollari. Esordì in maglia Warriors nella prima partita della stagione contro i San Antonio Spurs, persa 129-100. Anche in questa stagione andò vicino a partecipare all'All-Star Game grazie ai voti provenienti dalla Georgia. Lui fu il titolare della squadra con cui vinse l'anello a fine stagione in cinque gare contro i Cleveland Cavaliers, diventando il primo giocatore georgiano a vincere il titolo NBA.
Alla fine dell'anno, nel mese di luglio rinnovò il suo contratto con la franchigia della baia per un altro anno. Alla fine della stagione vinse nuovamente l'anello, anche questa volta a danno dei Cleveland Cavaliers (questi volta sweepati in 4 gara dagli Warriors).

#### Detroit Pistons e ritiro (2018-2019)
L'8 luglio 2018 venne annunciato il suo passaggio ai Detroit Pistons con cui firmò un contratto annuale da 2,4 milioni di dollari, andando a fare la riserva di Andre Drummond. Dopo aver giocato 68 gare in stagione regolare (di cui 3 da titolare) e nessuna nei playoffs rimase free agent.
Il 29 agosto 2019 annunciò il suo ritiro dall'attività agonistica.

### Nazionale

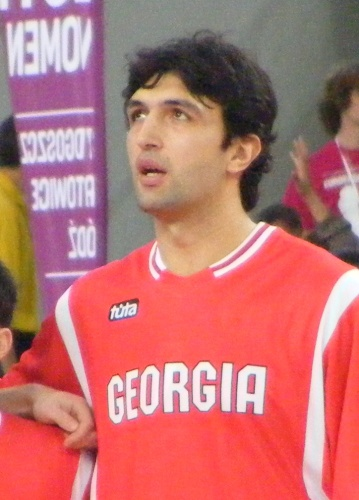
Pachulia con la Nazionale georgiana

Dopo avere rappresentato le Nazionali giovanili, tra il 2002 e il 2017 militò nella Nazionale georgiana con cui disputo 3 europei (2011, 2015, 2017).

## Statistiche

### NBA

#### Regular Season
| Anno       | Squadra          | PG    | PT  | MP   | TC%  | 3P% | TL%  | RP  | AP  | PRP | SP  | PP   |
| ---------- | ---------------- | ----- | --- | ---- | ---- | --- | ---- | --- | --- | --- | --- | ---- |
| 2003-2004  | Orlando Magic    | 59    | 2   | 11,3 | 38,9 | -   | 64,4 | 2,9 | 0,2 | 0,4 | 0,2 | 3,3  |
| 2004-2005  | Milwaukee Bucks  | 74    | 4   | 18,9 | 45,2 | 0,0 | 74,6 | 5,1 | 0,8 | 0,6 | 0,5 | 6,2  |
| 2005-2006  | Atlanta Hawks    | 78    | 78  | 31,4 | 45,1 | 0,0 | 73,5 | 7,9 | 1,7 | 1,1 | 0,5 | 11,7 |
| 2006-2007  | Atlanta Hawks    | 72    | 47  | 28,1 | 47,4 | 0,0 | 78,6 | 6,9 | 1,5 | 1,1 | 0,5 | 12,2 |
| 2007-2008  | Atlanta Hawks    | 62    | 5   | 15,2 | 43,7 | 0,0 | 70,6 | 4,0 | 0,6 | 0,4 | 0,2 | 5,2  |
| 2008-2009  | Atlanta Hawks    | 77    | 26  | 19,1 | 49,7 | 0,0 | 70,9 | 5,7 | 0,7 | 0,5 | 0,3 | 6,2  |
| 2009-2010  | Atlanta Hawks    | 78    | 1   | 14,0 | 48,8 | 0,0 | 65,0 | 3,8 | 0,5 | 0,5 | 0,4 | 4,3  |
| 2010-2011  | Atlanta Hawks    | 79    | 7   | 15,7 | 46,1 | -   | 75,4 | 4,2 | 0,7 | 0,4 | 0,3 | 4,4  |
| 2011-2012  | Atlanta Hawks    | 58    | 44  | 28,3 | 49,9 | -   | 74,1 | 7,9 | 1,4 | 0,9 | 0,5 | 7,8  |
| 2012-2013  | Atlanta Hawks    | 52    | 15  | 21,8 | 47,3 | 0,0 | 75,7 | 6,5 | 1,5 | 0,7 | 0,2 | 5,9  |
| 2013-2014  | Milwaukee Bucks  | 53    | 43  | 25,0 | 42,7 | 0,0 | 84,6 | 6,3 | 2,6 | 0,8 | 0,3 | 7,7  |
| 2014-2015  | Milwaukee Bucks  | 73    | 45  | 23,7 | 45,4 | 0,0 | 78,8 | 6,8 | 2,4 | 1,1 | 0,3 | 8,3  |
| 2015-2016  | Dallas Mavericks | 76    | 69  | 26,4 | 46,6 | 0,0 | 76,8 | 9,4 | 1,7 | 0,8 | 0,3 | 8,6  |
| 2016-2017† | G.S. Warriors    | 70    | 70  | 18,1 | 53,4 | 0,0 | 77,8 | 5,9 | 1,9 | 0,8 | 0,5 | 6,1  |
| 2017-2018† | G.S. Warriors    | 69    | 57  | 14,1 | 56,4 | 0,0 | 80,6 | 4,7 | 1,6 | 0,6 | 0,2 | 5,4  |
| 2018-2019  | Detroit Pistons  | 68    | 3   | 12,9 | 44,0 | 0,0 | 78,2 | 3,9 | 1,3 | 0,5 | 0,3 | 3,9  |
| Carriera   | Carriera         | 1.098 | 516 | 20,3 | 46,9 | 0,0 | 75,1 | 5,8 | 1,3 | 0,7 | 0,3 | 6,8  |

#### Playoffs
| Anno     | Squadra          | PG | PT | MP   | TC%  | 3P% | TL%  | RP  | AP  | PRP | SP  | PP  |
| -------- | ---------------- | -- | -- | ---- | ---- | --- | ---- | --- | --- | --- | --- | --- |
| 2008     | Atlanta Hawks    | 7  | 0  | 15,0 | 28,0 | 0,0 | 71,4 | 2,9 | 0,3 | 0,3 | 0,0 | 4,1 |
| 2009     | Atlanta Hawks    | 11 | 1  | 23,6 | 41,5 | -   | 76,2 | 6,9 | 0,3 | 0,5 | 0,3 | 6,9 |
| 2010     | Atlanta Hawks    | 11 | 0  | 14,6 | 51,4 | -   | 62,5 | 3,5 | 0,3 | 0,2 | 0,6 | 4,6 |
| 2011     | Atlanta Hawks    | 11 | 0  | 17,7 | 47,8 | -   | 77,3 | 4,9 | 1,2 | 0,2 | 0,1 | 3,5 |
| 2015     | Milwaukee Bucks  | 6  | 6  | 21,5 | 40,0 | -   | 61,5 | 6,7 | 1,5 | 1,7 | 0,5 | 6,7 |
| 2016     | Dallas Mavericks | 5  | 4  | 22,4 | 37,5 | -   | 88,2 | 5,4 | 3,2 | 0,6 | 0,2 | 6,6 |
| 2017†    | G.S. Warriors    | 15 | 15 | 14,1 | 53,3 | 0,0 | 76,5 | 3,8 | 0,8 | 0,5 | 0,3 | 5,1 |
| 2018†    | G.S. Warriors    | 7  | 0  | 3,7  | 57,1 | -   | 75,0 | 1,7 | 0,1 | 0,4 | 0,1 | 2,4 |
| 2019     | Detroit Pistons  | 2  | 0  | 11,0 | 33,3 | -   | 50,0 | 4,5 | 0,0 | 0,0 | 0,0 | 2,5 |
| Carriera | Carriera         | 75 | 26 | 16,3 | 44,3 | 0,0 | 73,5 | 4,4 | 0,8 | 0,5 | 0,3 | 4,9 |

#### Massimi in carriera
- Massimo di punti: 27 vs Washington Wizards (7 marzo 2007)[33]
- Massimo di rimbalzi: 21 (2 volte)
- Massimo di assist: 10 vs Minnesota Timberwolves (14 novembre 2003)
- Massimo di palle recuperate: 5 (3 volte)
- Massimo di stoppate: 4 vs Los Angeles Clippers (23 febbraio 2007)
- Massimo di minuti giocati: 54 vs Utah Jazz (25 marzo 2012)

## Dopo il ritiro
Nello stesso giorno del suo ritiro venne annunciato il suo ingresso nella dirigenza dei Golden State Warriors, sua ex squadra.

## Controversie
Zaza Pachulia durante la sua carriera si è reso protagonista di varie scorrettezze in campo contro i suoi avversari. La più nota delle sue scorrettezze avvenne il 14 maggio 2017: un suo closeout che provocò un infortunio grave alla caviglia di Kawhi Leonard, stella dei San Antonio Spurs in gara-1 delle semifinali dei playoffs 2017. Il coach degli Spurs Gregg Popovich commentò in modo molto negativo l'infrazione di Pachulia (il coach degli speroni andò persino a ricordare un flagrant del georgiano quando vestiva la canotta dei Dallas Mavericks in una sfida tra Dallas e San Antonio ai danni dell'avversario Patty Mills). Quest'episodio ai danni di Kawhi Leonard generò una nuova regola (chiamata Zaza rule) che vietò ai giocatori di fare closeout del genere.
Oltre a questo Pachulia ha avuto altri comportamenti controversi:
- Nei playoffs 2008, da giocatore degli Atlanta Hawks, ebbe uno scontro con Kevin Garnett a cui tirò una testata.[5]
- Nei playoffs 2011 ebbe uno scontro con Jason Richardson degli Orlando Magic con cui andò faccia a faccia e per poco non scoppiò una rissa con i 2 che vennero divisi dai propri compagni di squadra.[5][45]
- Il 25 gennaio 2017 subì una multa di 15.000 dollari in quanto tirò un colpo in faccia a Luke Babbitt.[8]
- Nelle finali NBA 2017 invece tirò un pugno volontario da terra a Iman Shumpert dei Cleveland Cavaliers in gara-4.[46]
- Il 26 febbraio 2018, durante una sfida contro gli Oklahoma City Thunder, Pachulia nel tentativo di recuperare la palla a terra, si gettò sulle gambe di Russell Westbrook; a fine partita Westbrook (così come il compagno di squadra Paul George e l'ex avversario di Pachulia alle finals 2017 Kyrie Irving) accusò Pachulia di essere un giocatore scorretto e di aver tentato intenzionalmente di fargli del male.[9][47]

## Palmarès
- Campionato turco: 1

Ülkerspor: 2000-2001
- Coppa di Turchia: 1

Ülkerspor: 2002-2003
- Campionato NBA: 2

Golden State Warriors: 2017, 2018